# مایکل اونسبورگ
مایکل اونسبورگ (انگلیسی: Michael Ohnesorge؛ زادهٔ ۲۹ سپتامبر ۱۹۸۳) بازیکن فوتبال اهل آلمان است.